# Mario Occhiuto
Mario Occhiuto (Cosenza, 6 gennaio 1964) è un architetto e politico italiano, sindaco di Cosenza dal 31 maggio 2011 all'11 febbraio 2016 e dal 7 giugno 2016 al 23 ottobre 2021 e in seguito anche presidente della provincia di Cosenza dal 2014 al 2016. È senatore della Repubblica dal 13 ottobre 2022.

## Biografia
Nasce a Cosenza, è il fratello maggiore di Roberto Occhiuto, anche lui politico ed esponente di Forza Italia, di cui dal 2024 ricopre la carica di vicesegretario, nonché presidente della regione Calabria dal 2021.
Si laurea in Architettura dell'Università degli Studi di Firenze nel 1987.
Fonda e dirige il mOa, Mario Occhiuto architetture, studio di architettura e ingegneria con sede a Cosenza.
È stato componente del Consiglio Superiore per i Beni Culturali e Ambientali presso il Ministero per i Beni e le Attività Culturali, membro del Comitato Tecnico Scientifico per i Beni Architettonici e Paesaggistici, e membro dell'Unità Tecnica Operativa per i Balcani, istituita presso la Presidenza del Consiglio dei ministri, per la ricostruzione dei paesi dell'area balcanica.
La sua attività spazia dai temi del progetto architettonico e della pianificazione territoriale, fino al dettaglio del progetto di interni e del design. Punti fermi dei suoi lavori sono l'identità culturale, l'innovazione e la sostenibilità, quest'ultima intesa come risposta necessaria alle attuali problematiche globali e alla domanda di qualità del progetto contemporaneo.
È stato professore incaricato nella Facoltà di Ingegneria presso l'Università della Calabria ed anche Presidente dell'Ordine degli architetti, pianificatori, paesaggisti e conservatori della provincia di Cosenza dal 2000 al 2011.
Nel 2010 ha ricevuto il Premio Nazionale Laurentius, prestigioso riconoscimento per gli uomini e le donne di origini calabresi che con la loro attività e il loro impegno hanno recato prestigio alla Calabria e alla sua immagine, ed il premio Calabresi nel mondo del lavoro 2010, consegnato presso l'Expo 2010 di Shanghai dall'Associazione Fimetica. Nel 2008 ha vinto il China Trader Award, istituito da Cathay Pacific Airways, riconoscimento per i professionisti e le aziende italiane che sviluppano relazioni con la Cina e Hong Kong, come italiano che si è distinto per la "sensibilità progettuale ed estetica nell'ambito dell'architettura e della pianificazione urbana".
Alcuni dei suoi progetti sono stati esposti presso la Biennale di Venezia (Un giardino italiano a Tianjin) e Pechino (4C building, Padiglioni espositivi presso le U.B.P.A. – Expo 2010 di Shanghai). Il progetto dei Padiglioni espositivi presso le U.B.P.A. all'interno dell'Expo 2010 di Shanghai è stato selezionato ed esposto presso il Sustainab.Italy, padiglione italiano del London Festival of Architecture 2008.
Ha curato la mostra Visioni Italiane, allestita nel Museo nazionale della Cina nell'ambito del Programma di Cooperazione Ambientale italo-cinese sotto il patrocinio del Ministero Italiano dell'Ambiente e del Ministero dei Beni Culturali, con il contributo della rivista Domus, della Fondazione Triennale di Milano e dell'Associazione per il Disegno Industriale.
È stato curatore, inoltre, delle mostre:
- La protezione dell'ambiente in Cina, allestita a Roma, nella Sala delle Navi del Complesso monumentale di San Michele a Ripa (18 ottobre all'8 dicembre 2010);
- Il giardino all'italiana. Architettura di emozioni, allestita nel Padiglione Italiano presso l'Expo Universale di Shanghai (5-30 settembre 2010);
- Sustainable Cities in Italian Style, Expo Universale di Shanghai (1º maggio - 31 ottobre 2010).

Partecipa al dibattito contemporaneo attraverso convegni e pubblicazioni sui diversi temi dell'architettura, con particolare interesse verso la sostenibilità, lo sviluppo urbano, la valorizzazione del paesaggio e la tutela dei beni culturali.
Tra le pubblicazioni ricordiamo:Verso la città sostenibile. L'Esperienza cinese di Huai Rou, Electa 2007 (con F. Butera); La città accessibile, Alinea Ed., Firenze 1991 (con B. Lentini).
Nella notte tra il 21 ed il 22 febbraio 2025, il suo secondogenito Francesco, all'età di 30 anni, perde la vita dopo essere precipitato dalla finestra dello stabile di famiglia nel capoluogo cosentino.

## Carriera politica

### Sindaco di Cosenza e Presidente della Provincia di Cosenza

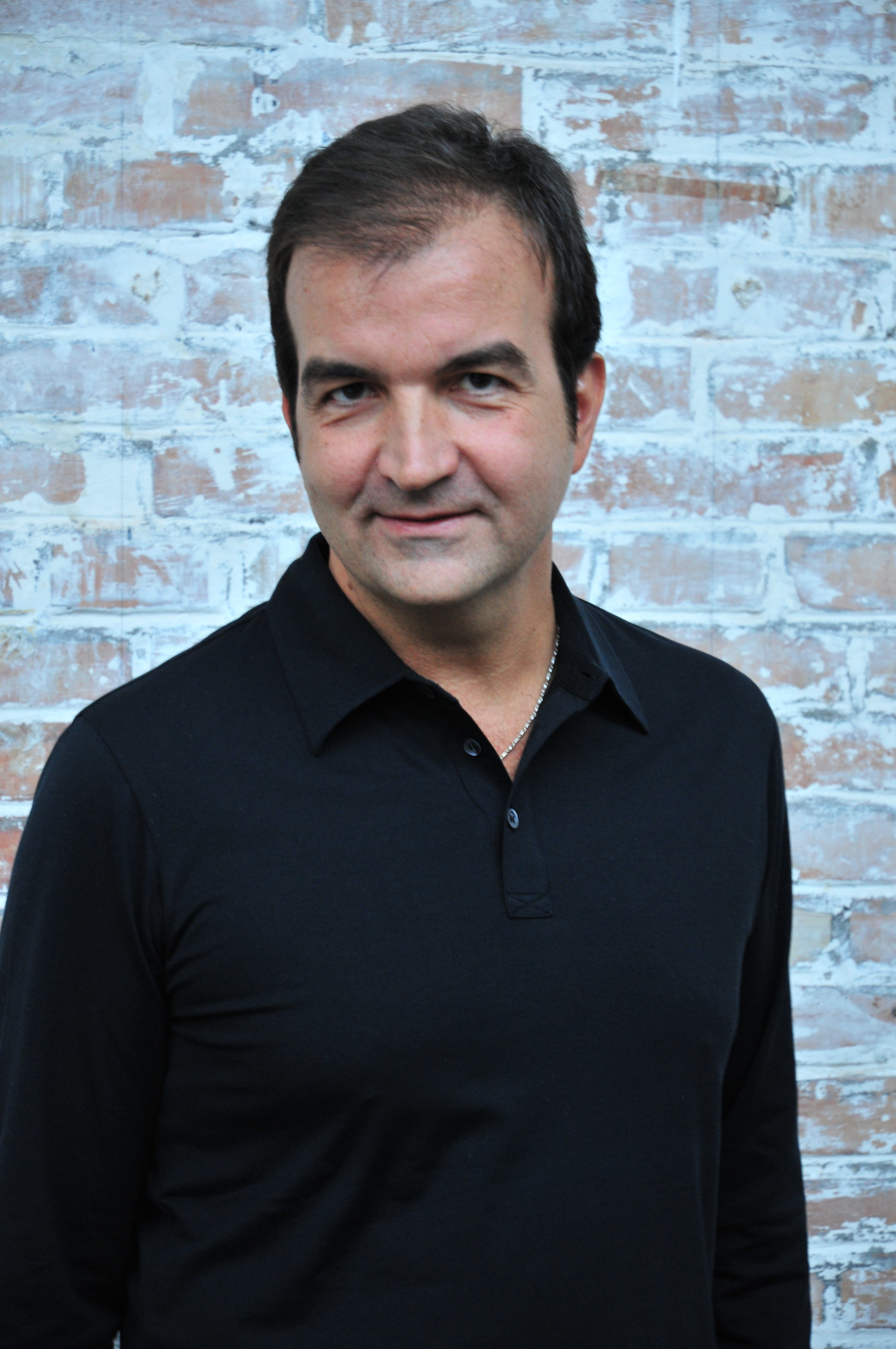
Mario Occhiuto nel 2009

Dopo essere stato il fondatore del primo club di Forza Italia nel 1993 a Cosenza, in occasione delle elezioni amministrative del 2011 si candida a sindaco della città, sostenuto da una coalizione formata da: UDC, PdL, Popolari Liberali, Alleanza di Centro, La Destra, Nuovo PSI e le liste civiche Scopelliti Presidente, Occhiuto Sindaco, Moderati e Cosenza Sostenibile. Al primo turno, il 15 maggio, ottiene il 45,61% delle preferenze, accedendo al ballottaggio contro lo sfidante Enzo Paolini; il 31 maggio, con il 53,31% dei voti a suo favore, diventa il primo sindaco di centro-destra di Cosenza dall'introduzione dell'elezione diretta del sindaco nel 1993.
Il 12 ottobre 2014 viene eletto Presidente della provincia di Cosenza a capo di una lista di centro-destra, battendo il sindaco di Rende Marcello Manna, sostenuto da altri settori dello stesso centro-destra, e il sindaco di Cassano all'Ionio Giovanni Papasso, candidato ufficiale del centro-sinistra. La sua elezione è avvenuta in base alla nuova Riforma Delrio che prevede diritti di elettorato attivo e passivo limitati in capo ai sindaci e consiglieri dei comuni delle rispettive province, in ottemperanza alla trasformazione dell'ente provinciale in ente territoriale di secondo livello.
Durante il suo primo mandato come sindaco è avvenuta la riqualificazione di Piazza Bilotti, trasformata in un museo all'aperto di oltre mille metri quadrati, ed è stato inaugurato, il 26 gennaio 2018, il Ponte San Francesco di Paola progettato da Santiago Calatrava.
Nel 2012 è stato introdotto il servizio delle circolari veloci con bus a metano che viaggiano su sede protetta per disincentivare l'uso dei mezzi privati conseguendo benefici sia in termini di rapidità che di eco-sostenibilità urbana, vi è anche un progetto di mobilità sostenibile che mira a potenziare l'area della Stazione Vaglio Lise come polo di scambio intermodale per restituire vivibilità e fruibilità alla zona centrale dell'Autostazione, in cui quotidianamente giungono circa 120 pullman extraurbani, e nel 2017 si apriranno i cantieri della metropolitana leggera su ferro per collegare il centro con l'Università della Calabria.

### Sfiducia e rielezione a Sindaco
Il 6 febbraio 2016 17 consiglieri comunali di maggioranza lo sfiduciano, costringendolo ad abbandonare la carica di sindaco e presidente della provincia di Cosenza.
Ricandidatosi in occasione delle successive elezioni amministrative, viene rieletto sindaco al primo turno con il 58,95% delle preferenze, sostenuto da una coalizione formata da Forza Italia, Fratelli d'Italia - Alleanza Nazionale e 13 liste civiche.

### Mancata candidatura alla Presidenza della Regione Calabria e la fine del mandato
Il 13 aprile 2019, al Centro agroalimentare della zona industriale di Lamezia Terme, Mario Occhiuto ufficializza la sua candidatura alla presidenza della Regione, ricevendo il sostegno di Forza Italia e di numerose liste civiche.
L’11 ottobre seguente il suo partito lo propone ufficialmente come candidato della coalizione di centro-destra; il 19 dicembre la coalizione, a causa di un veto posto dalla Lega, cambia linea e propone la candidatura di Jole Santelli, vice sindaco di Occhiuto a Cosenza. Il giorno seguente Occhiuto annuncia di candidarsi comunque, forte del sostegno di tre liste civiche, e accusa la Santelli di averlo tradito; il 27 dicembre, su sollecitazione di Silvio Berlusconi, decide invece di ritirarsi per non ostacolare la corsa della sua ex vice sindaco, che riuscirà a vincere le elezioni e a diventare la prima donna alla guida della regione calabrese, prima della sua prematura scomparsa.
A seguito della morte della Santelli e della conseguente convocazione di nuove elezioni regionali, fissate per il 3 ed il 4 ottobre 2021, Mario Occhiuto fornisce il proprio appoggio al fratello Roberto, candidato dal centro-destra alla presidenza regionale, che vincerà la competizione elettorale, ed al candidato del centro-destra alle elezioni comunali di Cosenza, il suo ex vice sindaco Francesco Caruso, con la lista Occhiuto per Caruso, che, al primo turno, supera Forza Italia e si piazza dietro a Fratelli d'Italia con il 9.66%. Caruso tuttavia perde il ballottaggio contro lo sfidante del centro-sinistra, anch'esso di nome Francesco Caruso, detto Franz; in tale occasione Occhiuto annuncia di lasciare la politica per tornare al suo lavoro.

### Elezione a senatore
In occasione delle elezioni politiche anticipate del 2022 viene annunciato il suo rientro in politica, come candidato al Senato della Repubblica come capolista nel collegio plurinominale Calabria - 01 nella lista di Forza Italia risultando eletto.

## Vicende giudiziarie
A maggio 2019 viene indagato per bancarotta fraudolenta dalla procura di Cosenza guidata da Mario Spagnuolo: al centro dell'inchiesta la società di progettazione di edifici Ofin s.r.l. fallita cinque anni prima che si intreccia con la vita aziendale della Feel S.r.l., della Zenobia S.r.l., della Moa S.r.l, della Oltrestudio S.r.l. e dello stesso Mario Occhiuto; sarebbero state distratte a più riprese somme per un totale di oltre tre milioni di euro. L’8 novembre dello stesso anno verrà  rinviato a giudizio dal GUP mentre sua sorella Annunziata con il rito abbreviato verrà condannata a un anno e quattro mesi di reclusione.. Il 19 Maggio 2023 è stato condannato dal Tribunale di Cosenza a 3 anni e 6 mesi di reclusione per bancarotta fraudolenta, in quanto ex amministratore della Ofin, con le pene accessorie del divieto di esercizio dell'attività d'impresa per 3 anni e dell'interdizione dai pubblici uffici per 5 anni.
Il 7 maggio 2019, nell'ambito dell'inchiesta della procura di Catanzaro in relazione agli appalti per la metropolitana leggera destinata a collegare Cosenza, Rende e l'Università della Calabria, a Mario Occhiuto, al governatore Mario Oliverio e al dirigente regionale Zinno viene contestato di aver sottoscritto l'Accordo di Programma per la costruzione della stessa metro a seguito della promessa avanzata da Oliverio e da Zinno di ottenere i finanziamenti e la copertura amministrativa, che secondo Occhiuto erano già stati concessi ben prima che Oliverio divenisse presidente, per la realizzazione del Museo di Alarico a Cosenza, oggetto di una gara illegittima indetta dal Comune che però sempre secondo il sindaco avrebbe superato il controllo del competente giudice amministrativo. A Oliverio, Nicola Adamo, ex vicepresidente, e Luigi Incarnato, ex assessore regionale ai Lavori Pubblici, viene inoltre contestato di aver indotto numerosi consiglieri comunali di Cosenza a rassegnare le dimissioni, nel febbraio del 2016, per provocare la decadenza di Occhiuto che sarebbe stato poi rieletto. In relazione a questa indagine ad ottobre la procura di Catanzaro chiede il rinvio a giudizio per Occhiuto e gli altri indagati. Nel luglio del 2020 viene proposto il “non luogo a procedere” nei confronti di Occhiuto mentre per Oliverio e Adamo viene chiesto il rinvio a giudizio.
Il 28 gennaio 2022 il GUP del Tribunale di Cosenza, a conclusione del processo con rito abbreviato, lo proscioglie dall’accusa di peculato  riguardo alla gestione dei rimborsi per spese di rappresentanza del Comune; l’inchiesta era partita a seguito della denuncia presentata dallo stesso Occhiuto nei confronti di Giuseppe Cirò, capo della segreteria, in relazione proprio ad un presunto utilizzo indebito delle spese di rappresentanza.
È  stato condannato dal Tribunale di Cosenza a 3 anni e 6 mesi di reclusione con l'accusa di bancarotta fraudolenta. Condannato anche al divieto di esercizio dell'attività d'impresa per 3 anni ed all'interdizione dai pubblici uffici per 5 anni. Il pubblico ministero aveva chiesto la condanna di Occhiuto a 4 anni.

## Progetti principali
- Padiglioni espositivi per l'Expo Universale di Shanghai 2010, Urban Best Practice Area Shanghai, 2008/2010
- Environmental Conventions Building/4C Building, Pechino, 2006/2009
- Un Giardino italiano a Tianjin, Tianjin, 2008
- Liceo Scientifico Farnesina, nuovi spazi didattici, Roma. Concorso internazionale di progettazione, IV classificato con rimborso spese, 2010.
- Riqualificazione di Piazza Vittorio Veneto, Tropea. Concorso di idee, IV classificato con menzione e segnalazione, 2010.
- 3E Village, Distretto residenziale ad alta efficienza energetica, Pechino, 2009
- MOST, nuove linee guida e parametri ambientali per il progetto, la costruzione e la gestione di abitazioni sostenibili in Cina, Ministry of Science and Technology of the People's Republic of China, 2009
- Palazzo Florense, Cosenza, 2009.
- Nuova Aerostazione Passeggeri dell'Aeroporto di Lamezia Terme, Lamezia Terme (CZ), 2008. Concorso internazionale di progettazione, II classificato, 2008.
- Madonna dello Scoglio, Un santuario alle pendici dell'Aspromonte, Placanica (RC), 2008
- Le case di Galatea, Bonifati (CS), 2008
- Recupero e valorizzazione del Duomo di Cosenza, Cosenza, 2008
- Centro di produzione ed esposizione dei Pavimenti Italiani, Rende (CS), 2007
- The Spline, Centro commerciale ed uffici, Pechino, 2006
- Teatro museo del Liuto, Bisignano (CS), 2006
- Huai Rou New Town Masterplan, Pechino, 2005
- Situs Cataniae, Progetto preliminare per la realizzazione del Sistema Integrato di Trasporto Urbano di Superficie, Catania, 2005
- Conservazione Padiglione Taihe, Pechino, 2004
- Le case sull'acquedotto, Cosenza, 2005
- Residenze per studenti del Politecnico di Bari, Bari, 2004
- Two in one: Changing House, Progetto preliminare di una villa nel distretto di Changping, Pechino, 2004
- Albergo sulla roccia, Praia a Mare (CS), 2004
- Palazzo Taras, Rende (CS), 2007
- Villa Ioele, Rende (CS), 2006
- Palazzo degli Esami, Roma, 2002